# Kårsatjåkka
Kårsatjåkka är ett bergsmassiv i Gällivare kommun, Lappland, norr om Stora Sjöfallet, mellan Kaitumjaure i nordöst och Teusajaure och Kakerjaure.
Högsta punkten är belägen 1 720 meter över havet.